# 1260.
1260. je sedmo desetletje v 13. stoletju med letoma 1260 in 1269. 